# Бойко, Алексей Николаевич
Алексей Николаевич Бойко (род. 26 марта 1963, Москва) — российский врач-невролог, специалист в области лечения рассеянного склероза. Доктор медицинских наук, профессор кафедры неврологии, нейрохирургии и медицинской генетики РНИМУ им. Н. И. Пирогова, врач высшей категории. Заслуженный деятель науки РФ..

## Биография и опыт работы
Окончил 2-й Московский государственный медицинский институт им. Н. И. Пирогова (сейчас — РНИМУ им. Н. И. Пирогова) по специальности «лечебное дело» в 1986 году, там же проходил клиническую ординатуру на кафедре неврологии и нейрохирургии.
С 1991 по 1996 год — ассистент кафедры неврологии и нейрохирургии РГМУ имени Н. И. Пирогова.
В 1991 году защитил кандидатскую диссертацию по теме: «Клинико-иммунологическое обоснование активности рассеянного склероза».
С 1996 по 1999 — доцент кафедры неврологии и нейрохирургии РГМУ имени Н. И. Пирогова.
В 1998 году защитил докторскую диссертацию по теме: «Внешние и наследственные факторы риска и их роль в этиологии, иммунопатогенезе и клинике рассеянного склероза».
С 1999 года по наст. время — профессор РНИМУ имени Н. И. Пирогова.
С 2004 по 2014 — руководитель центра ГБУ ГКБ № 24 Департамента здравоохранения города Москвы", Московский городской центр рассеянного склероза (МГЦРС).
С 2011 по 2021 — старший научный сотрудник Научно-практического центра детской психоневрологии Департамента здравоохранения Москвы.
С 2012 по 2014 — главный врач ГБУ ГКБ № 11 Департамента здравоохранения города Москвы.
С 2014 по 2022 — врач-невролог Межокружного отделение рассеянного склероза (МОРС), ГБУ ГКБ № 24 Департамента здравоохранения города Москвы.
С 2018 по настоящее время — руководитель отдела нейроиммунологии ФГБУ Федеральные центр мозга и нейротехнологий ФМБА России.
С 2019 по настоящее время — Директор Института Клинической неврологии ФГБУ Федеральные центр мозга и нейротехнологий ФМБА России.

## Научная, лечебная работа
Активно занимается исследовательской и лечебной работой в области рассеянного склероза. Возглавлял Московский городской центр рассеянного склероза, через который ежегодно проходило более 6000 человек. С 2014 года руководит Научно-практическим центром демиелинизирующий заболеваний при Юсуповской больнице, где занимается изучением и лечением рассеянного склероза. Ведет прием, как ведущий специалист врач-невролог в клинике Заслуженных Врачей в Москве. Общий стаж работы — 30 лет.
Соавтор 11 монографий, автор 4 глав в монографиях, 680 публикаций, руководитель 13 кандидатских диссертаций, научный консультант 5 докторских диссертаций.
Индекс Хирша по РИНЦ на 2020 год — 42

## Участие в фондах, обществах и остальная деятельность
- Член Президиума Правления Всероссийского общества неврологов (ВОН)
- Член Совета Директоров Европейского Фонда Шарко (ECF)
- Член Исполнительного Совета Европейского комитета ECTRIMS[7]
- Член Межрегионального общества специалистов ботулинотерапии
- Координатор медицинских консультативных советов всемирного, всероссийского и московского обществ больных рассеянным склерозом
- Президент Российского комитета исследователей рассеянного склероза (RUCTRIMS)[8]
- Главный внештатный специалист-невролог Департамента здравоохранения Москвы (2000—2014)
- Член редакционных Советов 2-х англоязычных и 3-х российских медицинских научно-практических журналов

## Награды
- Заслуженный деятель науки
- В 2010 награждён премией издательства «Наука» за лучшую публикацию
- Заслуженный профессор ФГБОУ ВО «Казанский ГМУ» Минздрава России
- Заслуженный профессор ФГБОУ ВО «Ярославский государственный медицинский университет» Минздрава России
- С 2023 году награждён медалью ФМАБ России за вклад в научную работу

## Основые монографии и главы в руководствах
Количество публикаций превышает 1100, среди которых 18 монографий.
- Гусев ЕИ, Демина ТЛ, Бойко АН. Рассеянный склероз. Москва, Издательство «Нефть-газ» 1997, 464с
- Gusev EI, Sudomoina MA, Boiko AN, Deomina TL, Favorova OO. TNF gene polymorphisms: association with multiple sclerosis susceptibility and severity. In: «Frontiers in Multiple Sclerosis: Clinical research and therapy». Chapter 5. Eds: O.Abramsky and J.Ovadia. Martin Dunitz Publishers, London, 1997: 35-41 ISBN 1-85317-384-3
- Гусев ЕИ, Бойко АН. Рассеянный склероз: от изучения иммунопатогенеза к новым методам лечения. Москва, ООО «Губернская медицина», 2001, 128с ISBN 5-8376-0043-4
- Paty DW, Boiko AN, Vorobeychik GK. Multiple sclerosis with early and late disease onset. Chapter 18 in: «Multiple sclerosis 2. Blue book of Practical Neurology #27», eds. W.I.McDonald and J.H.Noseworthy Elsevier Science, Butterworth Heinemann, Philadelphia, PA, 2003: 285—302 ISBN 0-7506-7348-6
- Гусев ЕИ, Завалишин ИА, Бойко АН (ред.) Рассеянный склероз и другие демиелинизирующие заболевания. Руководство для врачей. М., Миклош 2004, 528с ISBN 5-900518-36-1
- Столяров ИД, Бойко АН (под редакцией). Рассеянный склероз, диагностика, лечение, специалисты. Медкнига ЭЛБИ-СПб, Санкт-Петербург 2008, 320с ISBN 978-5-93979-207-3
- Гусев Е. И., Бойко А. Н., Столяров И. Д. Рассеянный склероз (справочник). М. Реал Тайм, 2009, 296с ISBN 978-5-903025-26-8
- Хабиров Ф. А., Бойко А. Н. Клиническая картина, диагностика и лечение рассеянного склероза. Руководство для врачей. Казань: «Медицина», 2010. 88с. ISBN 978-5-7645-0389-9
- Габибов А. А., Фаворова О. О., Кулакова О. Г., Бойко А. Н., Белогуров А. А., Пономаренко Н. А., Гусев Е. И. Рассеянный склероз. В кн. «Нейродегенеративные заболевания: фундаментальные и прикладные аспекты». Часть III. Под ред. М. В. Угрюмова. М.: Наука, 2010: 382—442. ISBN 978-5-02-036710-4
- Завалишин ИА, Спирин НН, Бойко АН, Никитин СС. Хронические нейроинфекции. Гоэтар-Медиа, М, 2011, 553с ISBN 978-5-9704-1898-7
- Гусев ЕИ, Завалишин ИА, Бойко АН. Рассеянный склероз. Клиническое руководство. Реал-тайм М., 2011, 520с ISBN 978-5-903025-40-4
- Костенко ЕВ, Батышева ТТ, Рябухина ОВ, Петрова ЛВ, Бойко АН. Современные методы лечения спастического мышечного тонуса с применением ботулинотерапии. М, Реал-Тайм, 2011, 110с (ISBN 978-5-903025-42-8)
- Бойко АН. Патогенетическое лечение рассеянного склероза и других аутоиммунных заболеваний нервной системы. В кн. «Аутоиммунные заболевания в неврологии». Клиническое руководство под. ред. ИА Завалишина, МА Пирадова, АН Бойко, СС Никитина, НН Спирина и АВ Переседовой. РООИ «Здоровье человека», Москва 2014, том 1, с.285-344. ISBN 978-5-9904985-2-5
- Бойко АН. Рассеянный склероз. В книге: «Неврология и нейрохирургия. Клинические рекомендации, издание 2-е, переработанное и дополненное», под редакцией Гусева ЕИ и Коновалова АН, Москва, «Гэотар-Медиа», 2015: 239—281 ISBN 978-5-9704-3332-4
- Гусев Е. И., Бойко А. Н., Столяров И. Д. Рассеянный склероз (справочник терминов). М. РООИ «Здоровье человека», 2015, 437с ISBN 978-5-9906059-0-9
- Бойко А. Н., Гусева М. Е., Сиверцева С. А. Немедикаментозные методы лечения и образ жизни при рассеянном склерозе. «ГЭОТАР-Медиа», Москва, 2015, 239с ISBN 978-5-9704-3512-0
- Бойко АН, Быкова ОВ, Сиверцева СА. Рассеянный склероз у детей и подростков (клиника, диагностика, лечение). МИА, Москва 2016, 404с ISBN 978-5-9986-0282-5
- Завалишин ИА, Бойко АН, Спирин НН, Никитин СС. Хронические нейроинфекции. 2-е издание, Гоэтар-Медиа, М, 2017, 589с ISBN 978-5-9704-4056-8
- Гусев ЕИ, Бойко АН, Костенко ЕВ. Спастичность: клиника, диагностика и комплексная реабилитация с применением ботулинотерапии. Гоэтар-Медиа, М, 2017, 271с ISBN 978-5-9704-4213-5
- Гусев ЕИ, Завалишин ИА, Бойко АН, Захарова МН. Демиелинизирующие заболевания центральной нервной системы. В «Неврология (национальное руководство, 2-е издание)», под ред. Е. И. Гусева, А. Н. Коновалова и В. И. Скворцовой, М, «ГЭОТАР-Медиа» 2018, т.1: 448—502 ISBN 978-5-9704-4143-5
- Бойко АН. Неврологические проявления ВИЧ-инфекции. В «Неврология (национальное руководство, 2-е издание)», под ред. Е. И. Гусева, А. Н. Коновалова и В. И. Скворцовой, М, «ГЭОТАР-Медиа» 2018, т.1: 393—405 ISBN 978-5-9704-4143-5
- Хачанова НВ, Давыдовская МВ, Бойко АН. Рассеянный склероз: от патогенеза к терапии. В кн. «Избранные лекции по неврологии». Учебное пособие для самостоятельной работы врачей курсов повышения квалификации. Под редакцией Е. И. Гусева, Москва 2019: с: 192—232 ISBN 978-5-00030-667-3
- Бойко АН, Гусева МЕ, Сиверцева СА. Батышева ТТ. Жизнь с рассеянным склерозом. Руководство для пациентов, членов их семей и медицинских работников. Практическая Медицина, Москва, 2019, 375с ISBN 978-5-98811-578-6
- Гусев ЕИ, Бойко АН, Костенко ЕВ. Спастичность: клиника, диагностика и комплексная реабилитация с применением ботулинотерапии. 2-е издание, переработанное и доплоненное. Гоэтар-Медиа, М, 2020, 286с ISBN 978-5-9704-5337-7
- Омар Малик, Энн Доннелли, Майкл Барнетт. Рассеянный склероз. Краткий справочник. пер.с англ. под ред. А. Н. Бойко. Практическая Медицина, 2015. ISBN 978-5-98811-358-4, 978-1-908541-33-8.